# Pampaneira (kommunhuvudort)
Pampaneira är en kommunhuvudort i Spanien.   Den ligger i provinsen Provincia de Granada och regionen Andalusien, i den södra delen av landet, 400 km söder om huvudstaden Madrid. Pampaneira ligger 1 064 meter över havet och antalet invånare är 324.
Terrängen runt Pampaneira är bergig norrut, men söderut är den kuperad. Terrängen runt Pampaneira sluttar söderut. Runt Pampaneira är det ganska glesbefolkat, med 35 invånare per kvadratkilometer. Närmaste större samhälle är Órgiva, 7,0 km sydväst om Pampaneira. I omgivningarna runt Pampaneira växer i huvudsak buskskog.